# Renate Stecher
Renate Stecher, anteriorment Renate Meißner, (Süptitz, República Democràtica Alemanya 1950) és una atleta alemanya, ja retirada, que competí per la República Democràtica Alemanya i guanyà sis medalles d'or en proves de velocitat i relleus.

## Biografia
Va néixer el 15 de maig de 1950 a la ciutat de Süptitz, població situada a l'estat de Saxònia, que en aquells moments formava part de la República Democràtica Alemanya i que avui dia forma part d'Alemanya. Es casà l'any 1970 amb l'atleta especialista en salt de tanques Gerd Stecher, del qual en prengué el seu cognom.

## Carrera esportiva
Membre de la secció atlètica del SC Motor Jena, va debutar l'any 1969 en el Campionat d'Europa d'atletisme disputat a Atenes (Grècia), on en substitució d'una companya d'equip lesionada aconseguí guanyar la medalla de plata en els 200 metres llisos i en la medalla d'or en els relleus 4x100 metres. En el Campionat d'Europa de 1971 realitzats a Hèlsinki (Finlàndia) aconseguí convertir-se en una de les campiones del torneig en guanyar la medalla d'or en les proves de 100, 200 metres i relleus 4x100 metres.
VA participar en els Jocs Olímpics d'Estiu de 1972 realitzats a Múnic (Alemanya Occidental), on va aconseguir guanyar la medalla d'or en les proves dels 100 m. i 200 metres llisos, aconseguint sengles rècords del món, i la medalla de plata en la prova de relleus 4x100 metres.
El 7 de juny de 1973 a Ostrava (Txecoslovàquia) es convertí en la primera dona a la història que baixava oficialment dels 11 segons en els 100 metres llisos amb un temps de 10.9 segons (cronometratge manual). Aquell mateix estiu en el Campionat Nacional d'atletisme aconseguí rebaixar el seu rècord dels 100 metres fins als 10.8 segons i establí el rècord dels 200 metres llisos en els 22.1 segons.
Clara favorita a aconseguir l'èxit en el Campionat d'Europa d'atletisme de Roma (Itàlia) l'any 1974, va sofrir la derrota en els 100 i 200 metres llisos a mans de la polonesa Irena Szewinska, si bé va poder guanyar la medalla d'or a la prova de relleus 4x100 metres on l'equip alemany oriental establí un nou rècord del món.
En els Jocs Olímpics d'Estiu de 1976 realitzats a Mont-real (Canadà) participà novament en les tres proves de velocitat, guanyant la medalla de plata en els 100 metres llisos, on perdé davant l'alemanya occidental Annegret Richter; la medalla de bronze en els 200 metres per darrere de la seva compatriota Bärbel Eckert i la mateixa Richter; i la medalla d'or en els relleus 4x100 metres, establint un nou rècord olímpic.
El 2011 va ser inclosa al Saló de la Fama de l'Esport d'Alemanya.

## Dopatge
Després de la publicació dels fitxers dels serveis secrets d'Alemanya de l'Est, es va revelar que molts dels atletes del país estaven involucrats en un programa de dopatge organitzat per l'estat. Els arxius documenten que Stecher havia volgut deixar el seu ús després dels Jocs Olímpics de 1972 perquè pogués tenir fills amb seguretat. Raelene Boyle, que havia acabat segona rere Stecher tant en els 100 com en els 200 metres als Jocs de 1972, va declarar que se sentia enganyada, ja que creia poc probable que Stecher l'hagués vençut sense el dopatge per millorar el rendiment.

## Millors marques
- 100 metres.10,8" (1973)
- 200 metres. 22,38" (1973)[4]